# Гобеджишвили, Гурам Серафимович
Гурам Серафимович Гобеджишвили (род. 1934) — советский борец вольного стиля, чемпион (1958), серебряный (1960) и бронзовый (1957) призёр чемпионатов СССР, мастер спорта СССР (1957).

## Биография
Стал заниматься борьбой в 1948 году.
Участвовал в восьми чемпионатах СССР (1955—1959 годы).
Оставил большой спорт в 1969 году.

## Спортивные результаты
- Чемпионат СССР по вольной борьбе 1957 года — ;
- Чемпионат СССР по вольной борьбе 1958 года — ;
- Чемпионат СССР по вольной борьбе 1960 года — ;